# Hillman Imp
El Hillman Imp es un pequeño automóvil económico fabricado por el Grupo Rootes y su empresa sucesora Chrysler Europe desde 1963 hasta 1976. Presentado el 3 de mayo de 1963 después de mucha publicidad previa, fue el primer automóvil producido en serie británico con el bloque motor y la culata fundidos en aluminio.
Competidor directo del Mini de la BMC, utilizó un diseño de motor trasero, configuración automotriz que ahorra espacio, con el fin de disponer de la mayor capacidad de equipaje y pasajeros posible tanto en la parte trasera como en la delantera del automóvil. Utilizaba un portón posterior para permitir que el equipaje también se pudiera colocar tras el respaldo del asiento trasero.
Además de su propulsor de aluminio, fue el primer automóvil británico producido en serie que tenía el motor en la parte posterior y el primer automóvil en usar un embrague de muelle y diafragma. La unidad sincronizada de anillo oblicuo del eje trasero compensaba las velocidades del engranaje y del eje antes del acoplamiento, problema que el Mini había sufrido durante sus primeros años de producción.
Incorporó muchas características de diseño que eran poco comunes en los automóviles hasta finales de la década de 1970, como un asiento trasero plegable, estrangulador automático y medidores de temperatura, voltaje y presión de aceite.
Este coche pequeño, ligero y poco ortodoxo, fue diseñado para el Grupo Rootes por Michael Parkes (que más tarde se convirtió en organizador de la Fórmula 1) y Tim Fry. Fue fabricado en la planta de Linwood construida especialmente en Escocia para producir este modelo. Junto con la marca Hillman, había una serie de variantes de otras marcas, que también incluían un modelo familiar (el Hillman Husky), una furgoneta, y un cupé.
El Imp gozó de fama como coche de rally exitoso cuando Rosemary Smith ganó el Tulpenrallye en 1965. Esto llevó al Grupo Rootes a producir versiones de rally especiales del Imp bajo las marcas Hillman y Singer, conocidas como Imp Rallye. En 1966, después de ganar la Coupe des Dames, Smith fue descalificada debido a una controvertida resolución sobre una irregularidad de los faros de su Hillman Imp. El Imp también tuvo éxito en los circuitos, cuando Bill McGovern ganó el Campeonato Británico de Turismos en 1970, 1971 y 1972.
Algunos lo consideraban avanzado para su época, con sus diversas características innovadoras y ventajas técnicas sobre otros automóviles. Pero los problemas de fiabilidad dañaron su reputación, lo que llevó al Grupo Rootes a quedar en manos de Chrysler Europe en 1967. El Imp continuó su producción hasta 1976, vendiendo poco menos de medio millón de unidades en 13 años.

## Diseño y desarrollo
Conocido internamente en Rootes como el proyecto "Apex", el Imp iba a ser el primer automóvil pequeño del grupo después de la Segunda Guerra Mundial. Su principal rival en el mercado local fue el Mini de la BMC, que precedió al Imp por casi cuatro años.

### Imp Mark I: 1963-1965

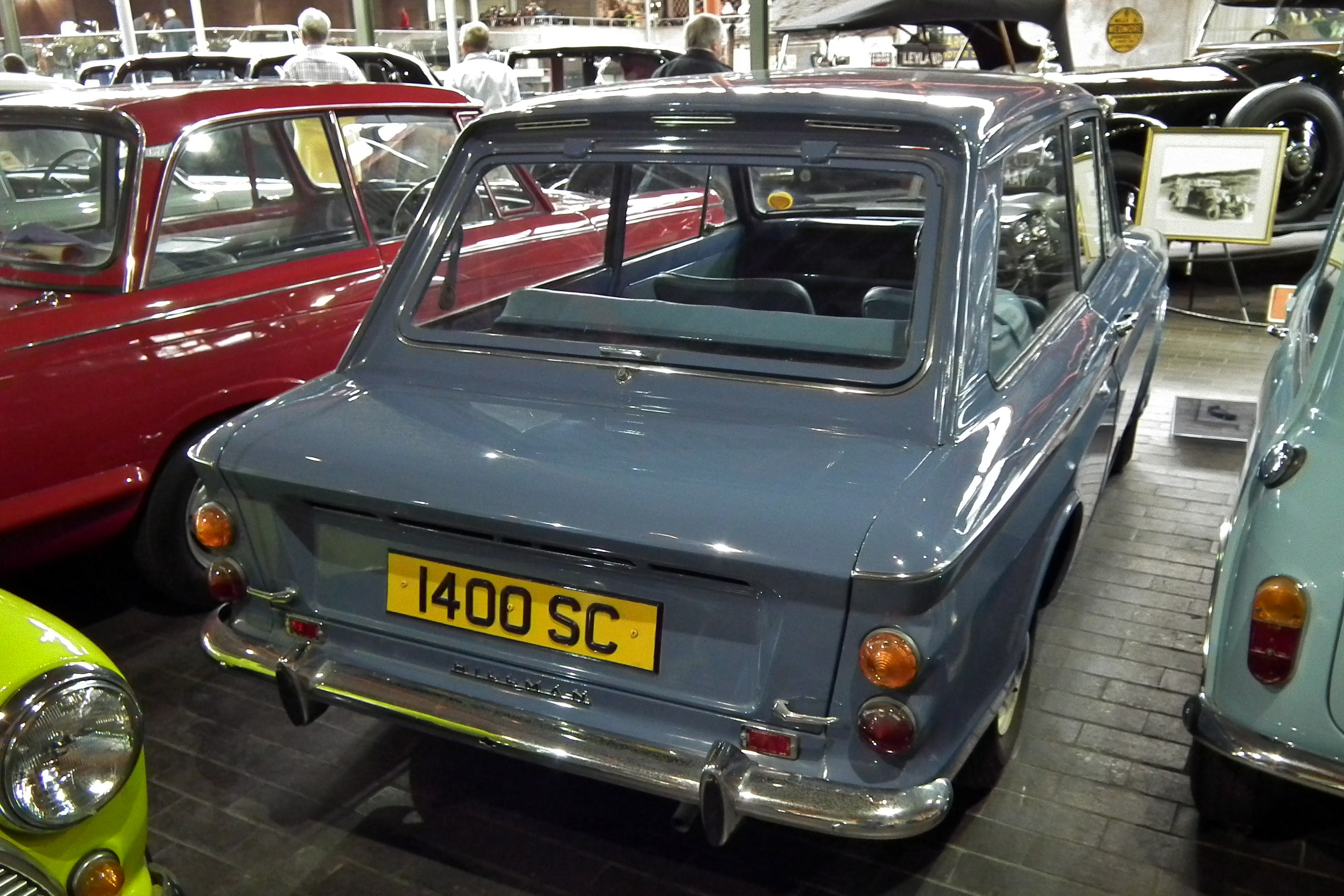
Hillman Imp De Luxe de 1963, en el Museo Nacional del Motor de Beaulieu

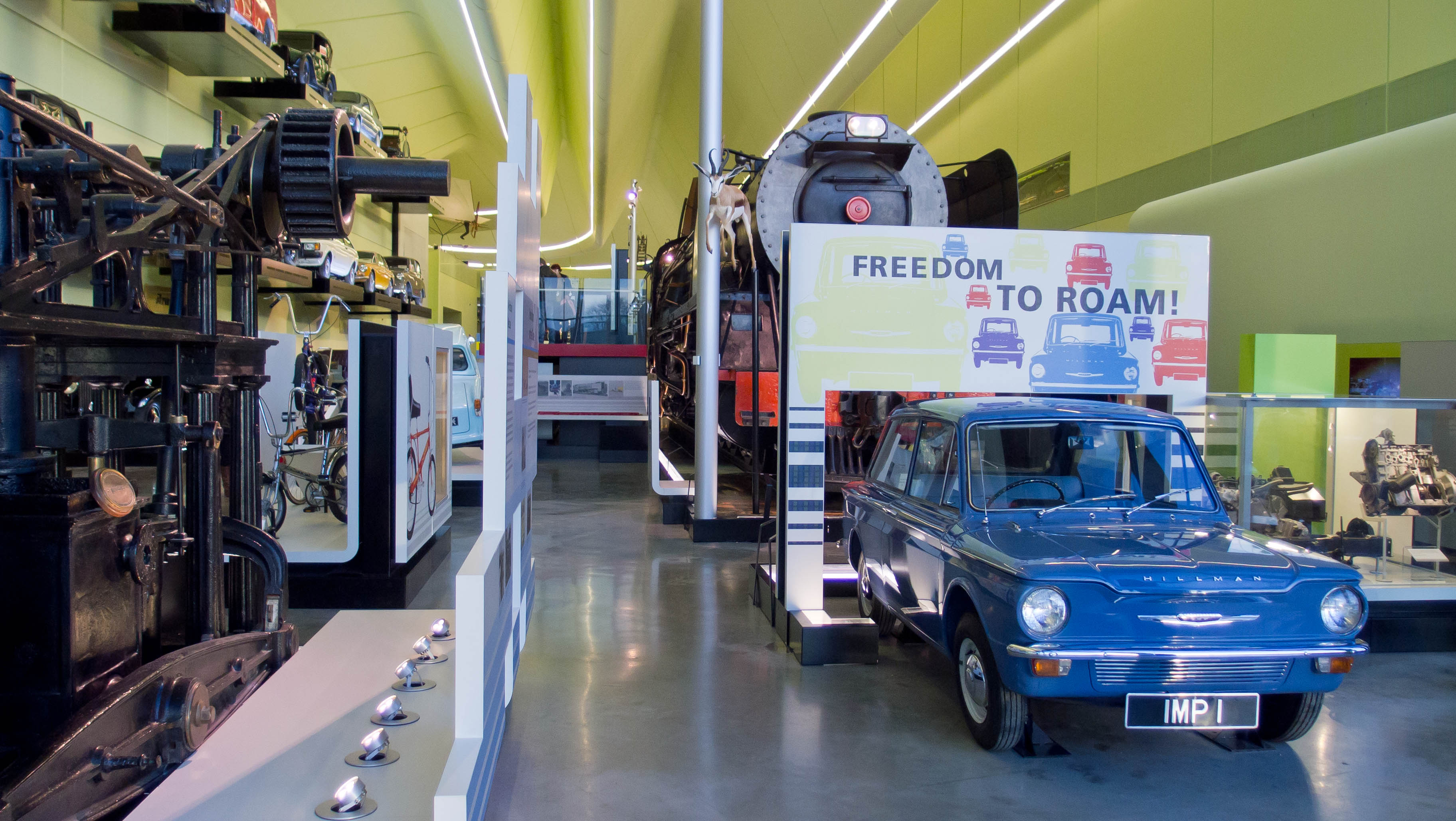
El primer Imp en salir de la cadena de montaje, en el Museo del Transporte de Glasgow

El Hillman Imp fue anunciado oficialmente el 2 de mayo de 1963 cuando el Duque de Edinburgo fue invitado a inaugurar la fábrica de Linwood. Tras la apertura, condujo un Imp plateado hasta el Aeropuerto Internacional de Glasgow. Uno de los primeros Imp producidos se exhibe en el Museo del Transporte de Glasgow. Otro ejemplo temprano de 1963 se halla en el National Motor Museum, Beaulieu con la matrícula 1400 SC.
Antes y después de su anuncio, el Imp generó una gran expectación entre la prensa automovilística. En 1962, la revista Small Car & Mini Owner publicó un artículo titulado "¡Entra al AJAX!" destacando el motor trasero totalmente de aluminio y refrigerado por agua. El mismo año, The Express publicó un artículo titulado "Es el nuevo 'bebé'", llamándolo "el primer 'bebé' automóvil construido por el Grupo Rootes". En junio de 1963, la revista Motor Sport comentó la reacción de la prensa ante el Imp, muy favorable en términos de su motor, caja de cambios y precio competitivo. Cuando se sacó a la venta, el modelo estándar costaba 508 libras, mientras que la versión de lujo ascendía a 532 libras.
El nombre 'Imp' era originalmente la denominación de un motor producido por la empresa Ailsa Craig Ltd, un fabricante de motores marinos. En 1962, la compañía fue adquirida por Warsop Fram Group, y todos sus activos quedaron a la venta. El Grupo Warsop Fram cedió el nombre Imp al Grupo Rootes a cambio del derecho de usar el nuevo motor del Humber Super Snipe. El nombre servía para enfatizar su pequeño tamaño (Imp en inglés sirve para denominar a un pequeño duendecillo), reforzando su condición de obvio competidor del Mini.
El propulsor de cuatro cilindros refrigerado por agua se basó en el motor de la bomba contra incendios Coventry Climax FWMA, con una leva de aleación de aluminio combinada integralmente con un transeje de aluminio totalmente sincronizado. Esta combinación era muy avanzada en aquel momento. Sir Alec Issigonis, diseñador del Mini, describió la instalación de un cambio con todas las marchas hacia adelante sincronizadas como "imposible". Además de su diseño singular, el motor estaba inclinado en un ángulo de 45° para mantener el centro de gravedad bajo y optimizar su estabilidad en carretera.
Como se informó a partir de diversas pruebas realizadas, los automóviles con motor trasero generalmente tienden hasta cierto punto al sobreviraje, y para contrarrestar en lo posible este problema, el Imp disponía de un sistema de suspensión trasera independiente con un brazo semirremolcado. Esta solución relativamente costosa y sofisticada, atípica para el diseño de coches pequeños en ese momento, fue demandada insistentemente por sus diseñadores después de probar en detalle un Chevrolet Corvair con ejes oscilantes. Para lograr una conducción equilibrada, el Imp disponía de una geometría de eje oscilante en la parte delantera, pero esto condujo inicialmente a un subviraje excesivo, y se tuvo que reducir el ángulo de caída de las ruedas al situarse más bajos los puntos de pivotado de la dirección.
Aumentando gradualmente su popularidad en el Reino Unido, las ventas del Mark I se estimaron en 33.000 unidades en 1963 y aumentaron a 50.142 en 1964.
 Sin embargo, el Imp había disminuido en ventas en 1965 a 42.663 coches. Pronto surgieron problemas de fiabilidad, y la imagen pública del automóvil se estaba volviendo negativa. Esto fue extremadamente preocupante para el Grupo Rootes, que estaba tratando de competir con el Mini cuando su producción ya había alcanzado 1.190.000 vehículos durante la década de 1960.
El Mark I fue presentado como un sedán de dos puertas, y apareció en dos modelos: Basic y De Luxe. En octubre de 1964, se introdujo una edición de lujo conocida como Singer Chamois.

### Imp Mark II: 1965-1968

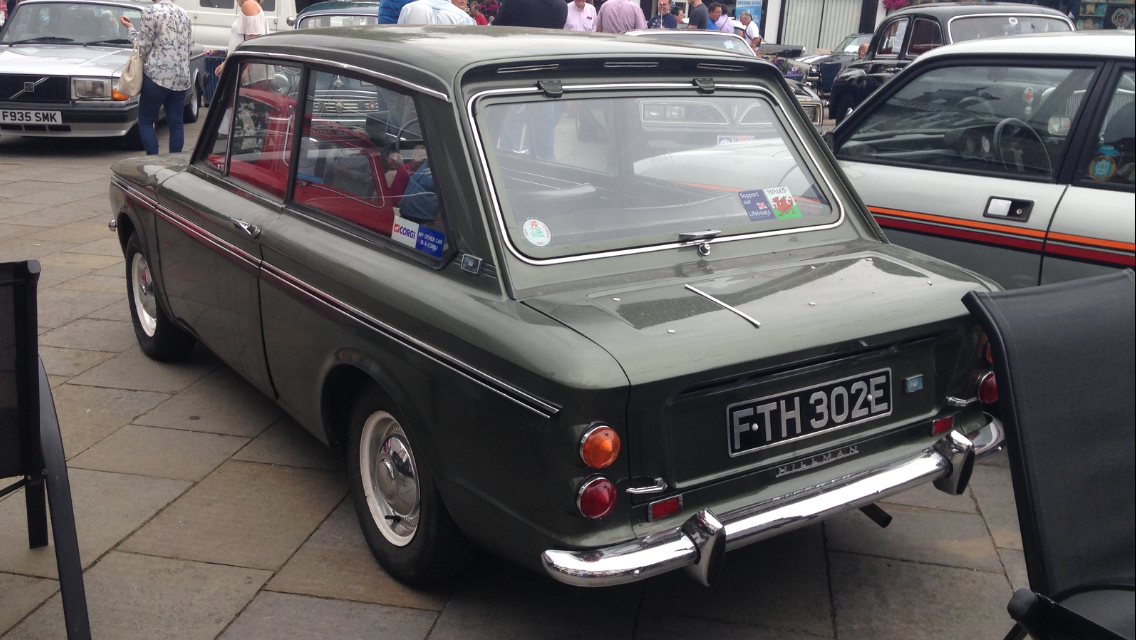
Hillman Imp Super Mk II de 1967, visto desde atrás.

A partir de los problemas iniciales que rodearon al Mark I, el Grupo Rootes se propuso reintroducir el Imp con cambios significativos tanto mecánicos como estéticos.
Los Imp Mk I tenían un acoplamiento neumático del acelerador y un estrangulador automático. Ambos fueron reemplazados por elementos más convencionales en el Mk II, que también tenía una geometría de suspensión delantera mejorada y varios cambios en el acabado y detalles. Aunque el automóvil se mejoró constantemente durante su vida de producción, no hubo otro cambio tan importante como el de 1965. Entre estos cambios se encuentran una bomba de agua adicional, culata con puertos y válvulas más grandes, junto con los emblemas 'Mark II' que aparecen al lado de las puertas.

### Imp Mark III: 1968-1976

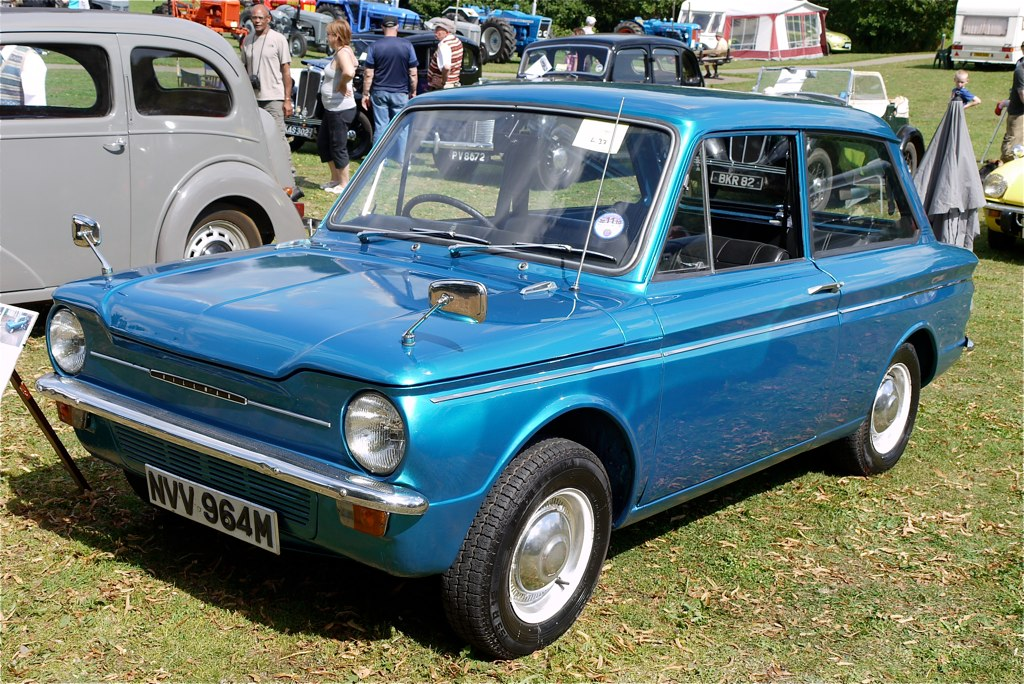
Hillman Imp azul de 1974

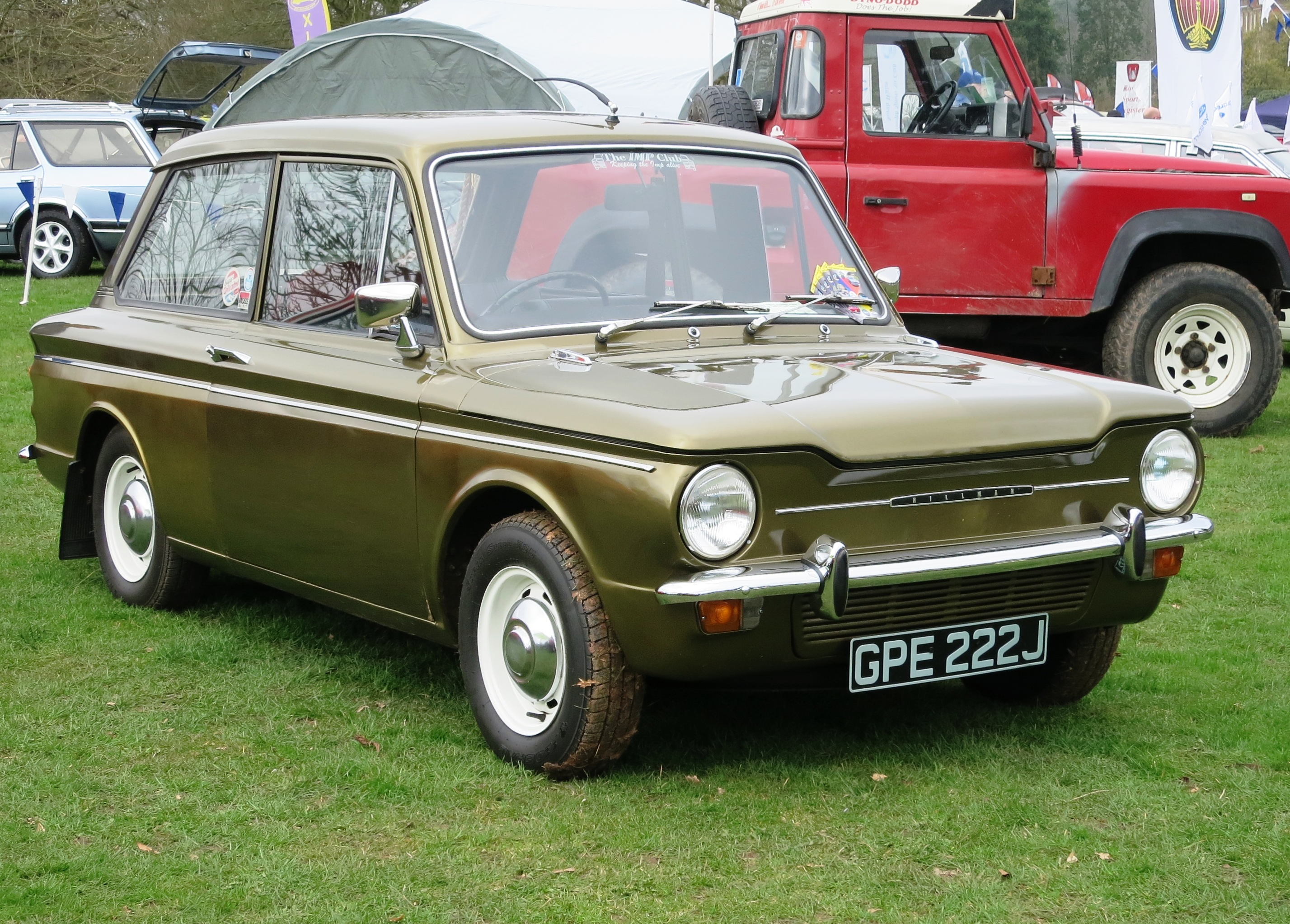
Hillman Imp de 1971

El Imp nunca fue oficialmente retocado ni denominado oficialmente como 'Mark III'. Sin embargo, se realizaron cambios en la gama Imp cuando el Grupo Rootes fue totalmente adquirido por Chrysler Europe y, por lo tanto, a veces se denomina a este modelo como el "Imp de Chrysler".
Después de la adquisición del Grupo Rootes por parte de Chrysler en 1968, se revisó toda la gama, excepto el Stilleto. El panel de instrumentos y el volante se rediseñaron. El gran velocímetro colocado anteriormente detrás del volante, se reemplazó por una fila horizontal de cuatro discos/pantallas circulares de diversa complejidad y detalle según el modelo especificado. El dial derecho (el velocímetro), ahora estaba a un lado de la línea de visión normal del conductor, mientras que una palanca multifuncional situada en el lado derecho de la columna de dirección reemplazó las dos palancas de control que habían estado situadas directamente detrás del volante, una a cada lado. El Imp anterior había sido elogiado por la buena calidad y ergonomía de su tablero de instrumentos y sus mandos, y su reemplazo reflejaba tendencias similares en otros vehículos nuevos y modificados del Reino Unido en un momento de "racionalización de la producción". En el Imp, el rediseño modernizado fue visto por algunos como una oportunidad perdida.

### Características
| Imp Mark I                   | Imp Mark I | Imp Mark I |
| ---------------------------- | --- | --- |
| 1963 Hillman Imp             | | |
| Datos generales              | | |
| Otros nombres                | Hillman Imp Hillman Imp Mark I Hillman Imp Basic Hillman Imp De Luxe Singer Chamois                                      | Hillman Imp Hillman Imp Mark I Hillman Imp Basic Hillman Imp De Luxe Singer Chamois                                      |
| Fabricante                   | Grupo Rootes y Chrysler Europe                                                                                           | Grupo Rootes y Chrysler Europe                                                                                           |
| Diseñador                    | Michael Parkes Tim Fry                                                                                                   | Michael Parkes Tim Fry                                                                                                   |
| Fábricas                     | Linwood, Escocia Australia Costa Rica Ireland Malasia Malta Nueva Zelanda Filipinas Portugal Sudáfrica Uruguay Venezuela | Linwood, Escocia Australia Costa Rica Ireland Malasia Malta Nueva Zelanda Filipinas Portugal Sudáfrica Uruguay Venezuela |
| Período                      | 1963 - 1965 | 1963 - 1965 |
| Configuración                | | |
| Carrocerías                  | 2-puertas Sedán | 2-puertas Sedán |
| Dimensiones                  | | |
| Longitud                     | 3590 milímetros | 3590 milímetros |
| Anchura                      | 1530 milímetros | 1530 milímetros |
| Planta motriz                | | |
| Motor                        | 875 cc I4 | 875 cc I4 |
| Otros modelos                | | |
| Sucesor                      | Chrysler Sunbeam | Chrysler Sunbeam |
| [ editar datos en Wikidata ] | | |

| Imp Mark II                  | Imp Mark II | Imp Mark II |
| ---------------------------- | --- | --- |
| 1967 Hillman Imp             | | |
| Datos generales              | | |
| Otros nombres                | Hillman Imp Mark II Hillman Imp Super Hillman Imp De Luxe Mark II Hillman Imp Californian Hillman Husky Singer Chamois Mark II Singer Chamois Sport Singer Chamois Coupe Sunbeam Imp Sport Sunbeam Stilleto Commer Imp | Hillman Imp Mark II Hillman Imp Super Hillman Imp De Luxe Mark II Hillman Imp Californian Hillman Husky Singer Chamois Mark II Singer Chamois Sport Singer Chamois Coupe Sunbeam Imp Sport Sunbeam Stilleto Commer Imp |
| Fabricante                   | Grupo Rootes y Chrysler Europe | Grupo Rootes y Chrysler Europe |
| Fábricas                     | Linwood, Escocia Australia Petone, Nueva Zelanda | Linwood, Escocia Australia Petone, Nueva Zelanda |
| Período                      | 1965 - 1968 | 1965 - 1968 |
| Configuración                | | |
| Carrocerías                  | 2-puertas sedán 2-puertas cupé 3-puertas familiar (Husky) 3-puertas furgón panelable | 2-puertas sedán 2-puertas cupé 3-puertas familiar (Husky) 3-puertas furgón panelable |
| Dimensiones                  | | |
| Longitud                     | 3590 milímetros | 3590 milímetros |
| Anchura                      | 1530 milímetros | 1530 milímetros |
| Planta motriz                | | |
| Motor                        | 875 cc I4 998 cc I4 | 875 cc I4 998 cc I4 |
| Otros modelos                | | |
| Sucesor                      | Chrysler Sunbeam | Chrysler Sunbeam |
| [ editar datos en Wikidata ] | | |

| Imp Mark III                 | Imp Mark III | Imp Mark III |
| ---------------------------- | --- | --- |
| 1970 Hillman Imp             | | |
| Datos generales              | | |
| Otros nombres                | Hillman Imp Mark III Hillman Imp Super Hillman Imp De Luxe Hillman Imp Californian Hillman Husky Singer Chamois Singer Chamois Sport Singer Chamois Coupe Sunbeam Imp Sport Sunbeam Stiletto Commer Imp | Hillman Imp Mark III Hillman Imp Super Hillman Imp De Luxe Hillman Imp Californian Hillman Husky Singer Chamois Singer Chamois Sport Singer Chamois Coupe Sunbeam Imp Sport Sunbeam Stiletto Commer Imp |
| Fabricante                   | Grupo Rootes y Chrysler Europe | Grupo Rootes y Chrysler Europe |
| Fábricas                     | Linwood, Escocia Australia Petone, Nueva Zelanda | Linwood, Escocia Australia Petone, Nueva Zelanda |
| Período                      | 1968 - 1976 | 1968 - 1976 |
| Configuración                | | |
| Carrocerías                  | 2-puertas sedán 2-puertas cupé 3-puertas familiar (Husky) 3-puertas furgón panelable | 2-puertas sedán 2-puertas cupé 3-puertas familiar (Husky) 3-puertas furgón panelable |
| Dimensiones                  | | |
| Longitud                     | 3590 milímetros | 3590 milímetros |
| Anchura                      | 1530 milímetros | 1530 milímetros |
| Planta motriz                | | |
| Motor                        | 875 cc I4 998 cc I4 | 875 cc I4 998 cc I4 |
| Otros modelos                | | |
| Sucesor                      | Chrysler Sunbeam | Chrysler Sunbeam |
| [ editar datos en Wikidata ] | | |

## Variantes e "ingeniería de distintivos"

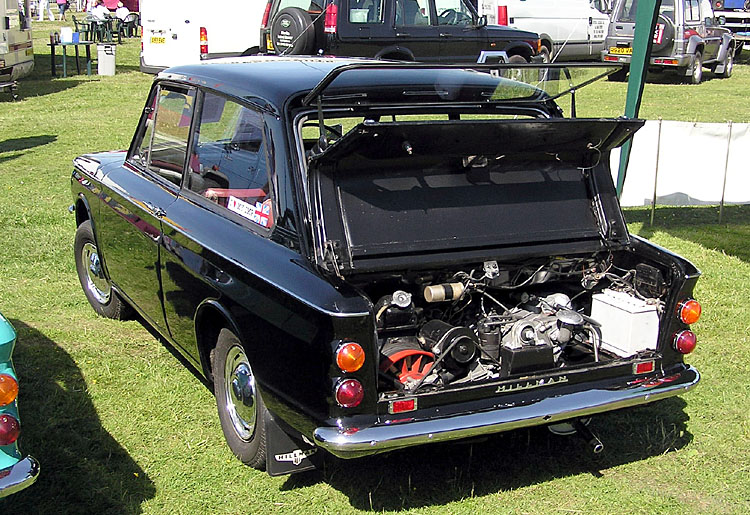
Hillman Imp, con el motor destapado y el portón trasero elevado

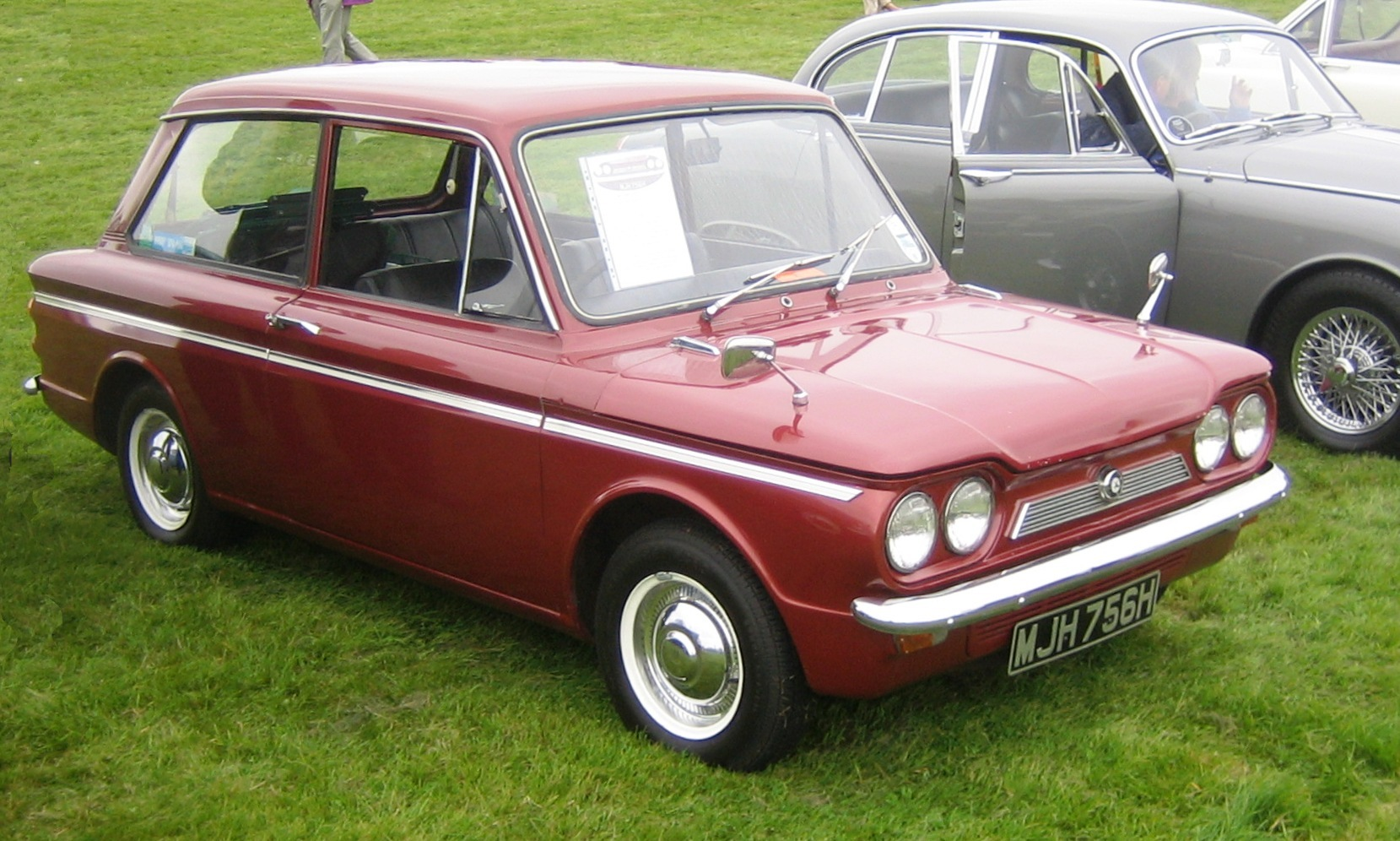
El Singer Chamois, vendido como la versión mejor equipada: contaba con una falsa rejilla de radiador distintiva, y desde octubre de 1969, con faros gemelos

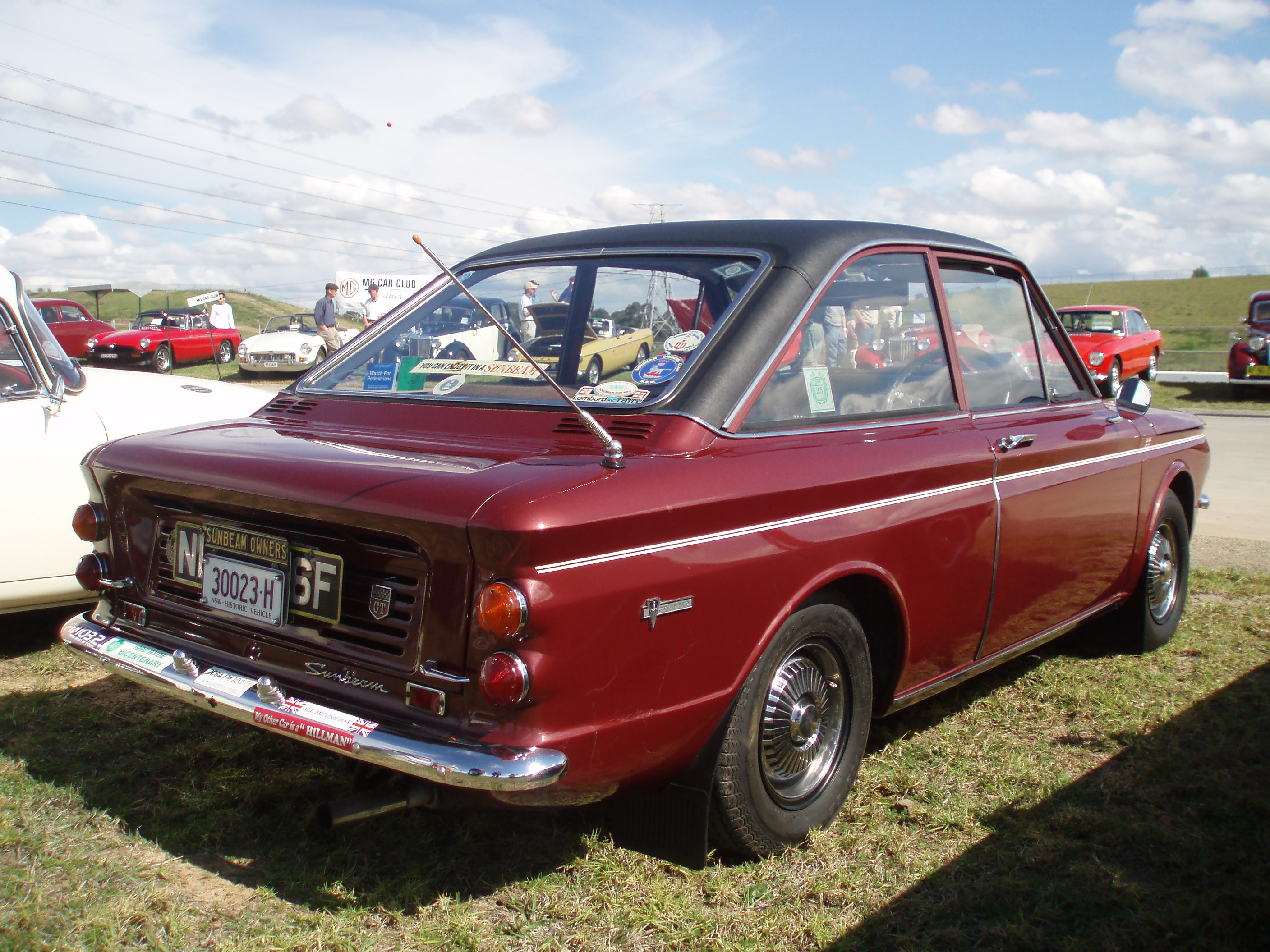
Las versiones 'Cupé', comercializadas como Hillman Imp Californian, Sunbeam Stiletto (arriba), y Singer Chamois Cupé, disponían de un perfil trasero escalonado con una luna fija trasera que no podía abrirse

Durante la vida del automóvil, Rootes (y más tarde Chrysler del Reino Unido) produjeron cuatro estilos de carrocería. El sedán original se introdujo en mayo de 1963 y se mantuvo hasta el final de la producción en 1976. Disponía de un portón trasero, diseñado para facilitar la carga del pequeño hueco para el equipaje disponible detrás del asiento trasero abatible. La naturaleza plegable del asiento trasero era en sí misma inusual en el diseño de un automóvil pequeño en ese momento, y se asociaba más a menudo con automóviles de mayor categoría. En 1965 se lanzó un furgón como el nombre de "Commer Imp". En 1967 se introdujo un cupé, el Imp Californian, al mismo tiempo que las prensas para estampar la chapa del furgón servían para crear un modelo familiar denominado "Hillman Husky". Se probaron varios prototipos de automóviles con la carrocería del sedán con techo extendido, pero nunca se ofrecieron al público. En cambio, los compradores que eligieron la versión familiar tuvieron que conformarse con un automóvil derivado de una furgoneta con un estilo algo inusual. Tanto la furgoneta como el familiar dejaron de producirse en 1970.
En un intento por interesar a un público más amplio cuando las cifras de ventas no llegaban a las 100.000 unidades por año, se comercializaron con diversos grados de éxito distintas variantes remodeladas, como el lujoso Singer Chamois (lanzado en octubre de 1964) o como el Sunbeam Sport (lanzado en octubre de 1966), con un motor de doble carburador más potente. Por razones de mercado, las variantes de Singer se vendieron con la marca Sunbeam en muchos mercados de exportación, incluso antes de mayo de 1970, cuando la marca Singer fue retirada por Chrysler UK. En algunos mercados, como Francia, el nombre "Sunbeam" se utilizó en todos los productos de British Rootes, incluidos el Imp y el Husky.
La carrocería del cupé era similar a la estándar, pero contaba con un parabrisas con mayor inclinación y una ventana trasera que, a diferencia de los modelos con carrocería estándar, no se podía abrir. El intento de un diseño más deportivo no se tradujo en una mejor aceleración o cifras de velocidad máxima, y la aerodinámica de la berlina estándar es en realidad un poco mejor. El nuevo estilo de la carrocería hizo su primera aparición en el Salón del Automóvil de París en octubre de 1967, con la presentación del deportivo Sunbeam Stiletto. La carrocería del cupé también apareció, con motores menos potentes, en el Hillman Imp Californian, anunciado en enero de 1967 y en el más lujoso Singer Chamois cupé.

## Planta de Linwood
Para Rootes, el Imp se convirtió casi en un acto de fe, masivo y costoso. La compañía no tenía experiencia reciente en la construcción de automóviles pequeños, a pesar de que se inició en el negocio en 1931 con el Hillman Minx, un modelo de tamaño modesto. Sin embargo, el Minx había crecido desde entonces, y en el momento en que se introdujo el Imp estaba bien establecido como un automóvil familiar de tamaño mediano. Con el Imp, Rootes fue pionera en el uso de un motor de aluminio en un automóvil de producción masiva. Este proceso resultó ser más complicado que simplemente sustituir el diseño habitual y bien conocido de hierro fundido por un diseño más moderno de aluminio. Rootes tuvo que construir una nueva planta automatizada para ensamblar el Imp situada en las afueras de Paisley, en Linwood. La política de asistencia regional del gobierno del Reino Unido proporcionó subsidios financieros al Grupo Rootes para traer aproximadamente 6000 empleos al área de Linwood, que se había convertido en una zona de desempleo significativo debido a los despidos resultado de la decadencia de la industria de la construcción naval cercana al río Clyde.
La inversión también incluyó una planta de fundición a presión avanzada para fabricar las carcasas de los motores de aluminio, y una participación en las nuevas instalaciones de prensado de motores de la Pressed Steel Company, que además fabricaría todos los paneles de carrocería de los automóviles nuevos. La ubicación de la planta dio lugar a importantes problemas logísticos durante el proceso de fabricación. Linwood estaba a casi 500 km de la fábrica principal de Rootes en Ryton-on-Dunsmore, pero las piezas de fundición fabricadas en Linwood tenían que ser enviadas a Ryton para ser mecanizadas y ensambladas, y luego enviadas de vuelta para colocarlas en los automóviles: un viaje de ida y vuelta de casi 1000 km. Este problema se abordó mediante un complejo cronograma de trenes que trasladaban automóviles terminados y piezas de fundición al sur, y trenes cargados con conjuntos de cajas de cambio y muchos otros productos de Ryton que se dirigían hacia el norte. Para ayudar a equilibrar los costos logísticos de esta operación, las chapas prensadas del Hillman Avenger también se hicieron en Linwood, pero se transportaron a Ryton en los trenes de componentes. Este cronograma permaneció en operación durante la duración de la producción del Imp en Linwood.
La mano de obra local del oeste de Escocia, reclutada principalmente de la industria de la construcción naval, no aportaba las habilidades necesarias para el ensamblaje de los automóviles, y la calidad y fiabilidad de la construcción del Imp sufrieron en consecuencia (muchos años después, Alfa Romeo sufrió problemas similares cuando estableció Alfasud en Nápoles como satélite de producción de Alfa Nord en Milán). Sin embargo, las relaciones laborales también fueron un problema que afectó a la producción. Los actos de reivindicación sindical y las huelgas se convirtieron en sucesos frecuentes, al igual que en muchos sectores de la industria británica en las décadas de 1960 y 1970.

## Comercialización
Inicialmente, el Imp fue visto por Rootes como un potencial segundo automóvil para las familias con recursos disponibles para adquirirlo. Partiendo de esta base, era un automóvil pequeño, algo revolucionario y de alta calidad, con unas cuantas características superiores a la media. Más adelante, el concepto evolucionó hasta convertirse en una especie de automóvil ultraeconómico con algunas características de diseño baratas y mal ejecutadas como vehículo utilitario, similar al de marcas de la Europa del Este como Škoda y más tarde Lada, que eran coches de bajo costo populares entre los consumidores británicos. Durante un tiempo, el Hillman Imp básico fue el automóvil nuevo más barato en el mercado británico, lo que aumentó las bajas cifras de ventas durante un tiempo.

## Popularidad
Los problemas iniciales dañaron la reputación y la popularidad del Imp. La mitad de la producción total acumulada durante trece años, salió de fábrica en los tres primeros. Todavía se vendía gracias a su precio competitivo, estilo distintivo y costos de operación baratos, pero las ventas nunca cumplieron con las expectativas de lo que se había convertido en un automóvil pequeño muy competitivo. Otro problema que contribuyó a la reputación de poca fiabilidad fue la falta de comprensión de las necesidades de mantenimiento de los motores de aleación por parte de los propietarios y el comercio de motores en la década de 1960. Los fallos habituales de los acoplamientos de tracción flexibles también contribuyeron a que fuera eclipsado en popularidad por el Mini.

## Rootes, Chrysler y el final de la producción
La gran inversión de la compañía en las plantas de producción del Imp en Linwood fue una de las principales causas de la desaparición del Grupo Rootes. El fiasco comercial del Imp se sumó a las pérdidas generales sufridas por Rootes, aunque las razones principales de estas pérdidas fueron los conflictos laborales no resueltos y los efectos del vínculo con la Corporación Chrysler de Estados Unidos. La relación fue iniciada por William Rootes en 1964 como una asociación, pero su muerte en octubre de ese año precipitó que en 1967 la compañía hubiera sido adquirida por Chrysler, para formar parte de Chrysler Europe. Un año después, antes del London Motor Show de 1968, los precios minoristas recomendados de la mayoría de los modelos del Imp se redujeron en el mercado interno en más del cuatro por ciento, a pesar de la inflación general de precios que afectaba al Reino Unido. La administración de Chrysler fue culpada por algunos de la desaparición del Imp en marzo de 1976, después de que se hubieran construido menos de 500.000 unidades.
Pero la operación de Chrysler Europa tampoco fue un éxito, y dos años más tarde se convirtió en parte de Peugeot. El Imp fue uno de los automóviles fabricados en serie en Gran Bretaña más longevos, con una presencia de 13 años, a pesar de las reducidas ventas en sus últimos años. Su lugar en la gama de Chrysler en el Reino Unido fue ocupado al año siguiente por el Chrysler Sunbeam, un modelo de tres puertas desarrollado a partir del diseño con tracción trasera del Avenger. Ambos automóviles continuaron fabricándose en la planta de Linwood hasta que se cerró en 1981, después de solo 18 años en uso.
La planta de ensamblaje de Ryton continuó en operación hasta diciembre de 2006, cuando la producción del Peugeot 206 se trasladó a Eslovaquia.

## Producción
Se fabricaron aproximadamente medio millón de unidades, la mitad de ellas en los primeros tres años de producción.
El Imp montaba el motor Climax FWMA, mientras que los modelos de Lotus usaban un motor FWMC que tenía una culata completamente diferente.

## Ensamblaje en el extranjero
Coches por piezas se exportaron para ser ensamblados en Australia, Costa Rica, Irlanda, Malasia, Malta, Nueva Zelanda, Filipinas, Portugal, Sudáfrica, Uruguay, y Venezuela.
Los automóviles de Nueva Zelanda fueron ensamblados como Hillmans por el importador Todd Motors de Chrysler/Hillman desde aproximadamente 1964 durante varios años. El modelo regresó, esta vez como un Sunbeam de cuatro focos y con el tablero de instrumentos renovado. La producción del Imp se detuvo en 1970 porque Todd Motors utilizó la línea de montaje del Imp para ensamblar el Hillman Avenger. Todd Motors solo tenía dos líneas de montaje final en Petone, por lo que el Avenger y el Hunter compartieron una línea y el Chrysler Valiant, más grande, se construyó en la otra línea.
Otras unidades del Imp fueron ensambladas por Rootes Australia en su fábrica de Port Melbourne desde 1964. Se produjeron los siguientes modelos:
- PM Imp - Disponible en Standard o Super recortado. Producido desde 1964-1965. Construido a partir de los kits Mk I Imp CKD.

- PA Imp - Marcado como Mk II. Disponible como Standard o Super recortado. Producido desde 1966-1967. Este modelo poseía mejoras respecto al modelo PM, pero todavía estaba basado en los kits Mk I CKD. 

- PB Imp - Remodelado como Mk III. Disponible solo como Super recortado. Producido desde 1967 hasta alrededor de 1968. Nuevas mejoras se introdujeron en el PA Imp, pero todavía basadas en los kits del Mk I CKD. 

- Hillman GT - construido a partir de los kits del Singer Chamois Sport CKD. Producido desde 1967 hasta alrededor de 1968.

- Hillman Sonic/Stiletto - modelo convertible producido para Chrysler Australia por Eiffel Tower Motors de Dandenong.

## Variantes del Imp
- Hillman Imp Mark I (1963-65)

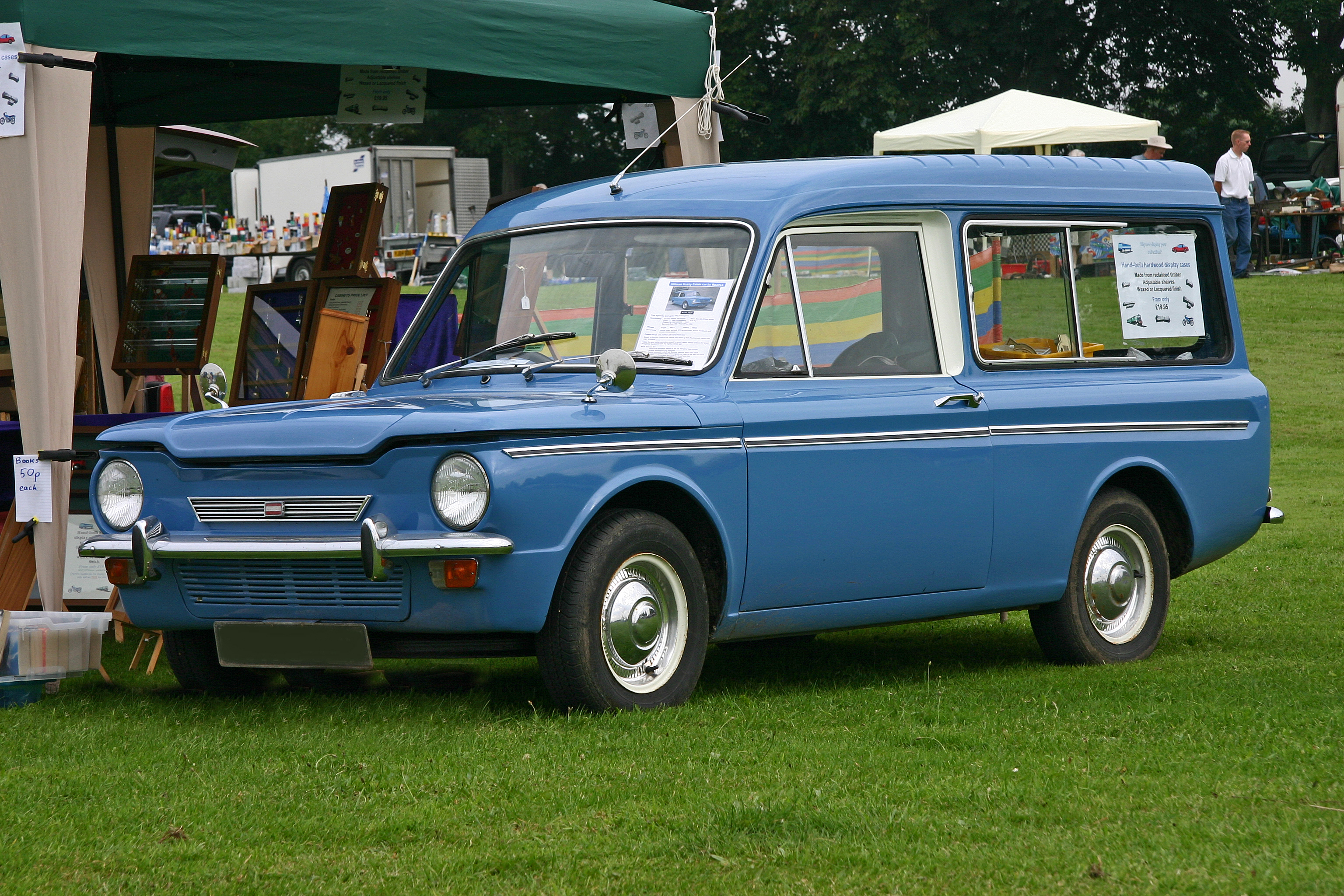
El nombre Hillman Husky fue reutilizado en 1967 para un coche familiar basado en el Imp

- Hillman Imp de Luxe Mark I y Mark II (1963-68)
- Hillman Super Imp (1965-74)
- Hillman Imp (1968-76)
- Hillman GT[28] (1967-?) Desarrollado por Chrysler Australia a partir del Singer Chamois Sport, nunca fue reconocido ni se le nombró oficialmente como "Hillman Imp GT"[29]
- Hillman Imp Californian (19-1970) versiones cupé y sedán con portón trasero.
- Hillman Husky (1967-70) versión familiar del Imp.
- Commer Imp Van (1965-68)[30]
- Hillman Imp Van (1968-70)
- Hillman Imp Caledonian (modelo de edición limitada con accesorios adicionales y disponible en los modelos Super y De luxe)
- Singer Chamois Mark I, Mark II, (1964-70)
- Singer Chamois Rallye (1965-68?)[31] (conversión de rally con panel de instrumentos único, características de lujo y motor de mayor tamaño de 998cc)
- Singer Chamois Sport y Cupé (1967-70)
- Sunbeam Imp Sport (1966-70)
- Sunbeam Sport (1970-76)[32]
- Sunbeam Chamois (mercados de exportación fuera del Reino Unido solamente)[33]
- Sunbeam Stiletto (1967-72)
- Sunbeam Californian
- Sunbeam Imp Basic (América del Norte)
- Sunbeam Imp De Luxe Mark I y Mark II (América del Norte)

## Coches que usaron la mecánica del Imp

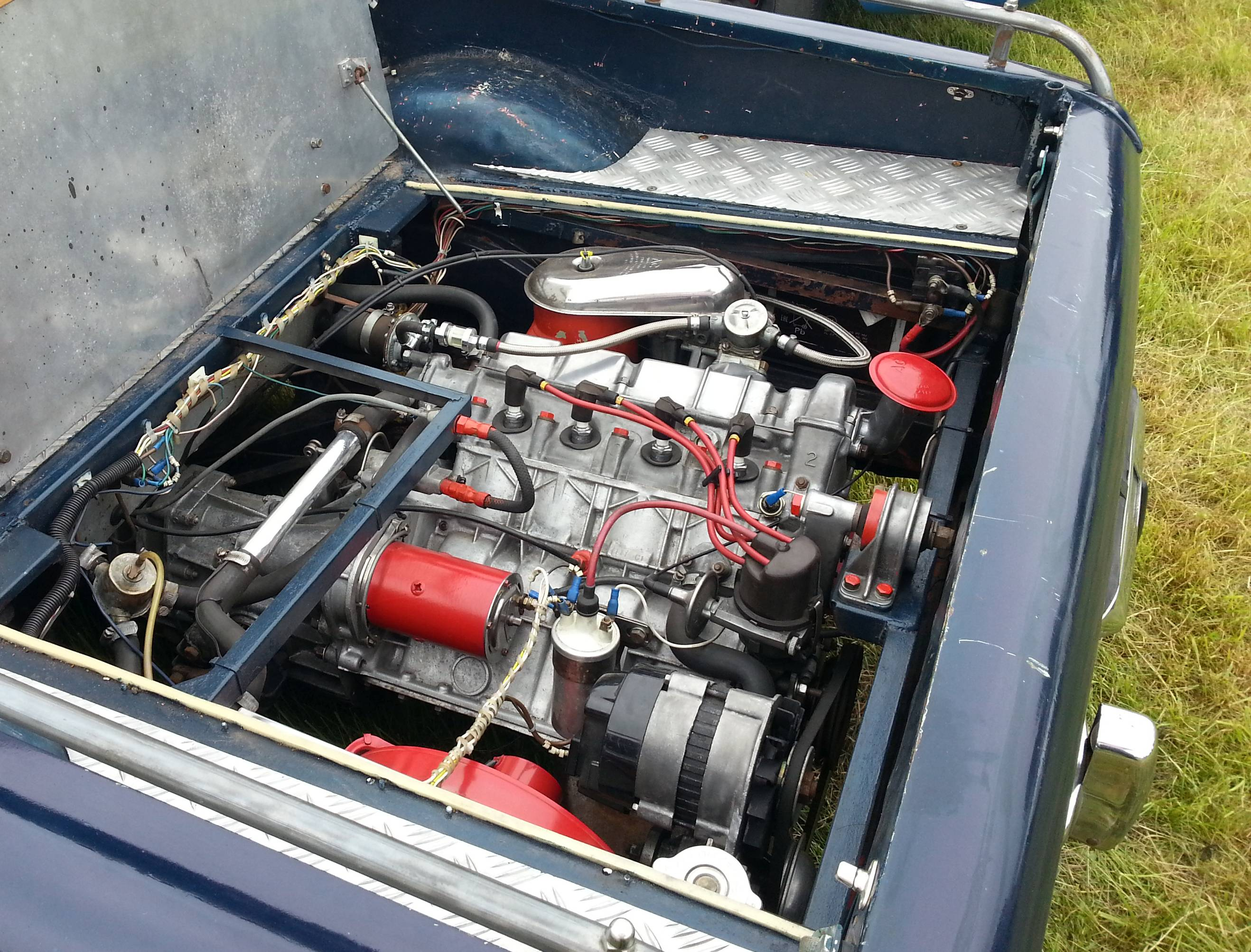
Motor de un IMP

- BS Nymph
- Clan Crusader
- Ginetta Cars G15
- Davrian
- Bond 875 y variantes
- Siva Llama
- Beach Mk4
- Concept Centaur GT

## El Imp en las competiciones automovilísticas

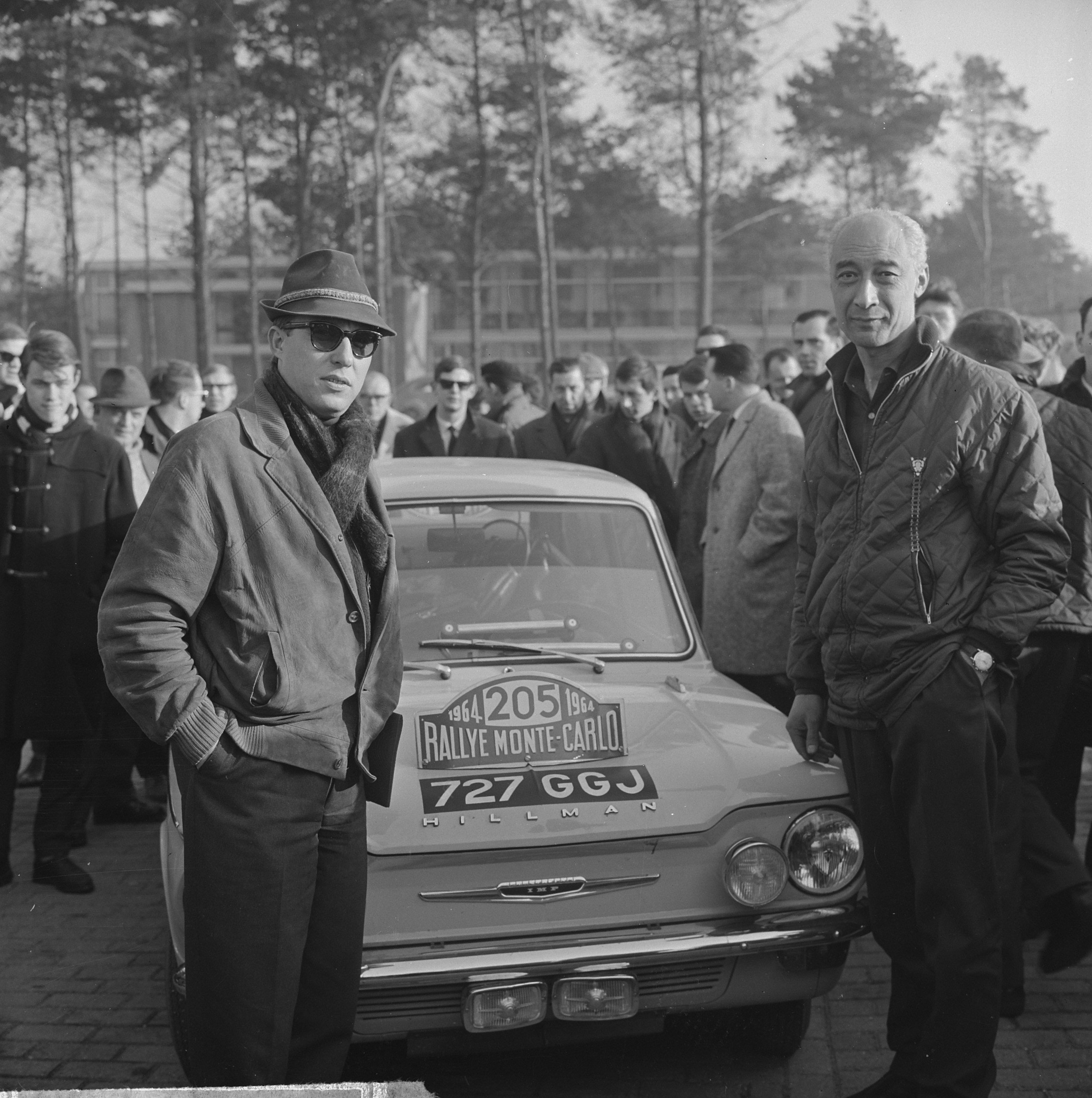
Un Imp en el Rally de Montecarlo de 1964

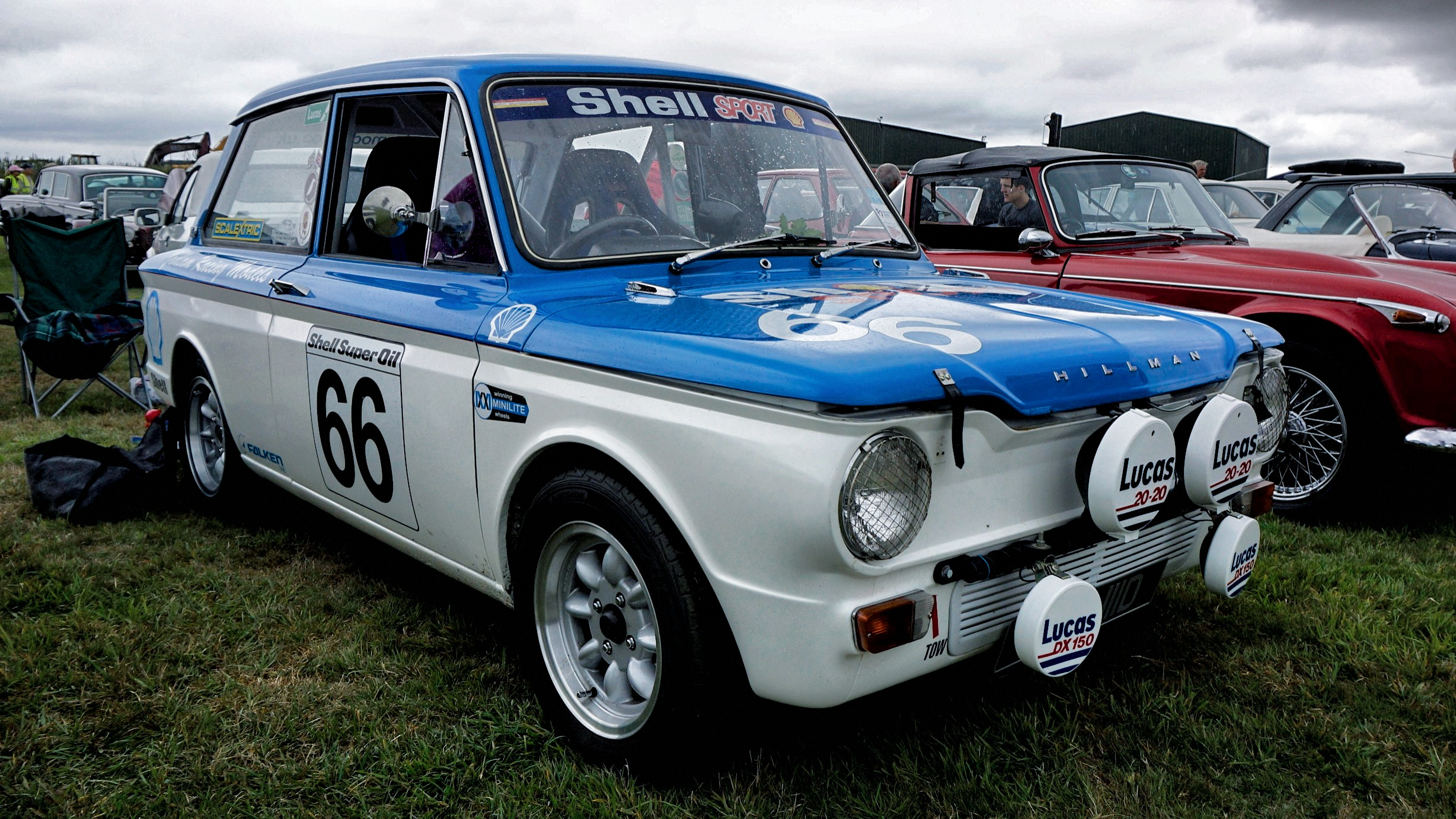
Hillman Imp preparado para correr rallys

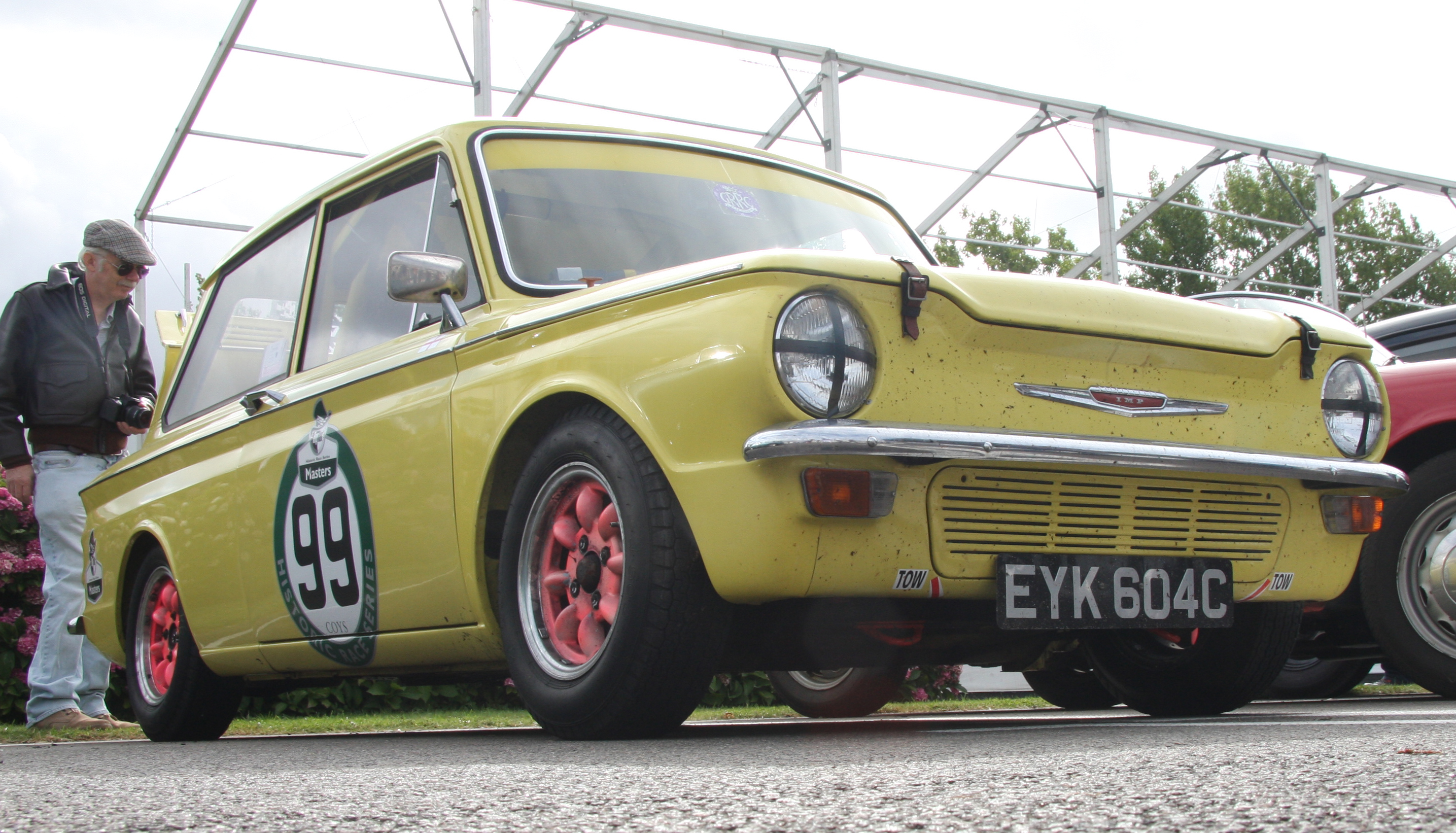
Otra versión de competición de un Imp

El motor demostró ser flexible y muy fácil de poner a punto. Era un diseño con árbol de levas en cabeza, que proporcionaba un mejor flujo de aire que un motor OHV estándar. Al igual que con distintos sistemas de válvulas, se optimizó su configuración para permitir un mejor flujo de aire a altas velocidades de giro del motor. También se pueden obtener mejoras de potencia reemplazando el escape estándar (con silenciador) por uno menos restrictivo, y utilizando carburadores más eficaces. Sin embargo, al adaptar el diseño a los modernos métodos de producción en masa, Rootes había obtenido un motor algo más frágil que el modelo Coventry Climax del que se había derivado.
El Imp gozó de un modesto éxito tanto en carreras locales como en rallys internacionales. Rootes introdujo una categoría especial de homologación llamada Rally Imp en 1964. Presentaba muchas modificaciones sobre el modelo estándar. La más importante era un motor ampliado a 998 cc. Los éxitos notables de este modelo incluyen el Tulpenrallye de 1965, en el que los Imp de Rosemary Smith y de "Tiny" Lewis terminaron primero y segundo en la general.
Los Imp también fueron coches de carreras exitosos. El equipo privado de George Bevan dominó el British Saloon Car Championship (más tarde conocido como Campeonato Británico de Turismos) a principios de los años setenta. Pilotado por Bill McGovern, el Bevan Sunbeam Imp ganó el campeonato en 1970, 1971 y 1972 con un apoyo de fábrica limitado.
En las competiciones de clubes del Reino Unido, las variantes del Imp tuvieron mucho éxito en la categoría de sedanes de menos de 1000 cc. Exponentes notables del Imp en las carreras incluyen a Ian Forrest, Harry Simpson, Ricky Gauld, John Homewood, Roger Nathan, Gerry Birrell, Ray Payne y Chris Barter. Hasta el día de hoy, los Imp siguen compitiendo en los rallies históricos en el Reino Unido, con el auto de los Vokes a menudo subiendo al podio en el Campeonato HRCR Clubmans Rally.
El Imp también corrió con éxito y se recuperó en otras partes del mundo, especialmente en Asia, donde conductores como Andrew Bryson y Pardaman Singh, se impusieron en la década de 1980 con regularidad en las categorías para sedanes.
El motor Imp de 998 cc también se usó en las carreras de tres ruedas (motos con sidecar) en los años 1970 y 1980. Los sistemas de escape estaban construidos de forma artesanal sobre una base única, y los motores a menudo lucían una configuración con dobles carburadores Weber de doble paso. Varios equipos de sidecar, equipados con motores de origen Imp, compitieron en las carreras del TT de la Isla de Man, siendo Roy Hanks el piloto mejor clasificado, obteniendo el undécimo puesto en el TT para Sidecares de 1000 cc de 1976. Equipos con motores procedentes de los Imp todavía intervienen regularmente en carreras clásicas.
Andy Chesman ganó el campeonato Mundial de hidroplanos de 1972 con una embarcación equipada con el motor de un Imp. Compró la compañía especializada en Imp, Greetham Engineering, y diseñó una culata en cuña para potenciar el motor de 998 cc hasta alcanzar 125 CV, equipándolo con dos carburadores gemelos Weber 40DCOE. También colocó un espaciador en la parte superior del bloque para acomodar camisas de cilindro más largas, aumentando la cilindrada a 1220 cc. En la semana de récords celebrada en Windermere y patrocinada por BP en octubre de 1972, elevó el récord de velocidad sobre el agua de la clase R1 a 143 km/h. Falleció en 1998 en un accidente a bordo de una embarcación a motor, y todavía conserva el récord.